# Зденек Зламал
Зденек Зламал (чеськ. Zdeněk Zlámal, нар. 5 листопада 1985, Пршеров) — чеський футболіст, воротар.
Виступав, зокрема, за клуб «Гартс», а також національну збірну Чехії.
Володар Кубка Чехії.

## Клубна кар'єра
У дорослому футболі дебютував 2004 року виступами за команду «Ганацка Славія», в якій провів один сезон, взявши участь у 36 матчах чемпіонату. 
Згодом з 2006 по 2018 рік грав у складі команд «Спарта» (Прага), «Фастав» (Злін), «Слован», «Удінезе», «Кадіс», «Славія», «Барі», «Сігма» (Оломоуць), «Богеміанс 1905» та «Аланіяспор».
Своєю грою за останню команду привернув увагу представників тренерського штабу клубу «Гартс», до складу якого приєднався 2018 року. Відіграв за команду з Единбурга наступні два сезони своєї ігрової кар'єри.
Протягом 2020–2022 років захищав кольори клубів «Сент-Міррен», «Гартс», «Сент-Джонстон», «Гартс» та «Повлтавска».
До складу клубу «Кожушани» приєднався 2022 року.

## Виступи за збірні
Протягом 2006–2007 років залучався до складу молодіжної збірної Чехії. На молодіжному рівні зіграв у 12 офіційних матчах, пропустив 11 голів.
У 2009 році дебютував в офіційних матчах у складі національної збірної Чехії.

## Титули й досягнення
- Володар Кубка Чехії (1):

«Сігма» (Оломоуць): 2011-2012